# Nicolas Caerels

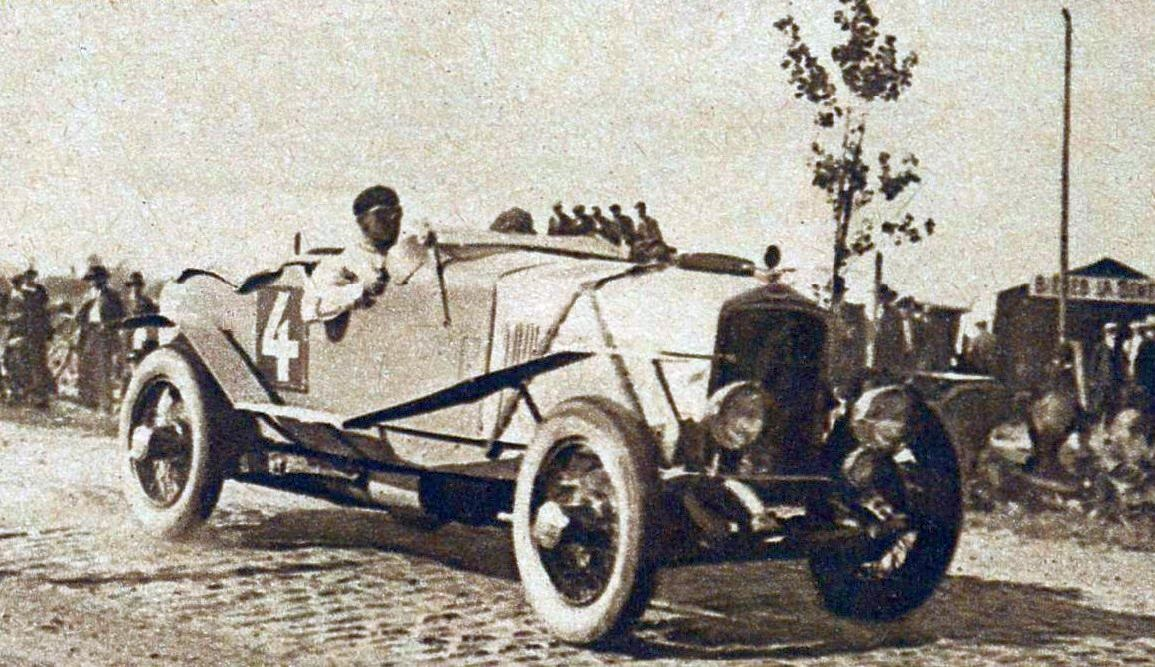
Nicolas Caerels im Excelsior bei der Routes Pavées 1926

Nicolas Caerels (* 18. August 1889 in Schaerbeek; † 23. Juni 1966 ebenda) war ein belgischer Autorennfahrer.

## Karriere
Nicolas Caerles war in den 1920er-Jahren als Werksfahrer des belgischen Automobilunternehmens Excelsior bei internationalen Sportwagenrennen aktiv. Gemeinsam mit seinem Landsmann André Dills belegte er 1923 beim ersten 24-Stunden-Rennen von Le Mans der Motorsportgeschichte den sechsten Gesamtrang. Dies war gleichzeitig der Sieg in der Klasse für Fahrzeuge bis 8-Liter-Hubraum. Sein größter Erfolg im Motorsport war der Gesamtsieg beim 24-Stunden-Rennen von Spa-Francorchamps 1927. 

## Statistik

### Le-Mans-Ergebnisse
| Jahr | Team                          | Fahrzeug             | Teamkollege | Platzierung            | Ausfallgrund |
| ---- | ----------------------------- | -------------------- | ----------- | ---------------------- | ------------ |
| 1923 | Compagnie Nationale Excelsior | Excelsior Albert 1er | André Dills | Rang 6 und Klassensieg |              |

### 24-St-Spa-Ergebnisse
| Jahr | Team                              | Fahrzeug               | Teamkollege      | Platzierung | Ausfallgrund         |
| ---- | --------------------------------- | ---------------------- | ---------------- | ----------- | -------------------- |
| 1925 | Compagnie Nationale Excelsior     | Excelsior Adex Sport   | André Dills      | Ausfall     | Getriebeschaden      |
| 1927 | Société des Automobiles Excelsior | Excelsior Adex C Sport | Robert Sénéchal  | Gesamtsieg  |                      |
| 1928 | Automobiles Bugatti               | Bugatti T43            | Fernard Delzaert | Ausfall     | Zylinderkopfdichtung |
| 1929 | Minerva Motors                    | Minerva AKS            | Hage             | Ausfall     | Unfall               |